# Ejido Santa Ana
Ejido Santa Ana är en ort i Mexiko, tillhörande kommunen Tecámac i delstaten Mexiko. Ejido Santa Ana ligger i den centrala delen av landet och tillhör Mexico Citys storstadsområde. Orten hade 164 invånare vid folkmätningen 2010.